# Long Creek
|  | Per a altres significats, vegeu «Long Creek (Oregon)». |

Long Creek és una vila dels Estats Units a l'estat d'Illinois. Segons el cens del 2000 tenia 1.364 habitants.

## Demografia
Segons el cens del 2000, Long Creek tenia 1.364 habitants, 486 habitatges, i 408 famílies. La densitat de població era de 198 habitants/km².
Dels 486 habitatges en un 38,5% hi vivien nens de menys de 18 anys, en un 74,1% hi vivien parelles casades, en un 5,6% dones solteres, i en un 16% no eren unitats familiars. En el 13,8% dels habitatges hi vivien persones soles el 6,6% de les quals corresponia a persones de 65 anys o més que vivien soles. El nombre mitjà de persones vivint en cada habitatge era de 2,81 i el nombre mitjà de persones que vivien en cada família era de 3,08.
Per edats la població es repartia de la següent manera: un 27,7% tenia menys de 18 anys, un 5,6% entre 18 i 24, un 29,4% entre 25 i 44, un 28,3% de 45 a 60 i un 8,9% 65 anys o més.
L'edat mediana era de 39 anys. Per cada 100 dones de 18 o més anys hi havia 104,6 homes.
La renda mediana per habitatge era de 56.083 $ i la renda mediana per família de 58.056 $. Els homes tenien una renda mediana de 43.958 $ mentre que les dones 27.344 $. La renda per capita de la població era de 23.141 $. Aproximadament el 3,5% de les famílies i el 5,1% de la població estaven per davall del llindar de pobresa.

## Poblacions properes
El següent diagrama mostra les poblacions més properes.